# Kostel Zvěstování Panny Marie (Teplá)
Klášterní kostel Zvěstování Páně v Teplé je klášterní (opatský) kostel - trojlodní dvouvěžová bazilika - v areálu kanonie premonstrátů v Teplé. Kostel byl založen po roce 1193 a dokončen roku 1232 jako románsko-gotická stavba.

## Historie

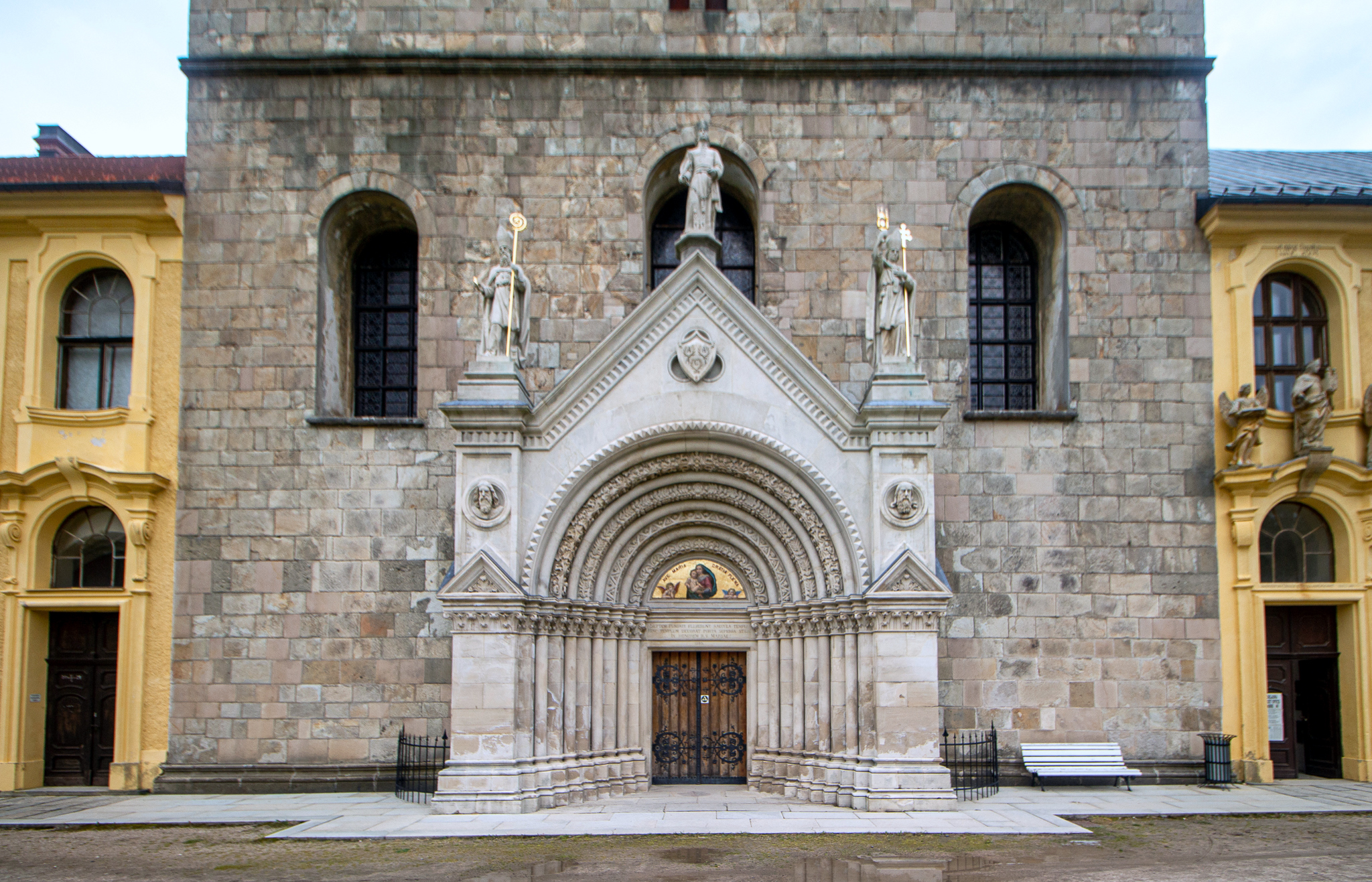
Románský portál baziliky

Západní část s westwerkem byla vystavěna v románském slohu, na úrovni druhého patra navázala raně gotická stavba s lomenými oblouky oken a žebrovými klenbami.
Před hlavním oltářem kostela byl pohřben zakladatel kláštera, blahoslavený Hroznata. Roku 1793 byly do tohoto hrobu přeneseny i ostatky jeho sestry Vojslavy, původně pohřbené před oltářem v kostele kláštera v Chotěšově, který byl zrušen v roce 1782. Hroznatovi byla již krátce po smrti v rámci kláštera prokazována úcta jako světci a ve 14. století se v obou klášterech v Teplé i v Chotěšově slavil 14. červenec jako zasvěcený svátek Hroznaty. Roku 1897 byl Hroznata papežem Lvem XIII. blahořečen a jeho tělo bylo následně vyzdviženo z původního hrobu a uloženo na postranním oltáři, dnes relikviáři.
Ve 13. století se poměry v klášteře na nějakou dobu stabilizovaly. 20. června byl pražským biskupem Janem II. posvěcen klášterní kostel v Teplé, přičemž aktu se osobně účastnil i král Václav I. (který tomuto klášteru, stejně jako i dalším církevním institucím, věnoval zejména na počátku své vlády velkou pozornost) a mnozí říšští velmoži a vyslanci. Po polovině 13. století nechal opat Benedikt (1247–1259) přistavět jižně od vchodu do kláštera kapli Všech svatých.
Církevní představitelé rozhodli využít dobrých vztahů opata Zikmunda s králem Jiřím z Poděbrad, který skutečně potvrdil klášteru jeho statky a privilegia. Období nové prosperity umožnilo mj. i obnovu poničených klášterních budov a nákladné vyzdobení klášterního kostela, byly zde například umístěny stříbrné sochy světců.
Roku 1549 vymřel prakticky celý konvent (s výjimkou 2 členů) na mor. To ovšem opatovi nezabránilo, aby roku 1550 otevřel klášterní školu se 24 žáky. Když Jan Kurz roku 1559 zemřel, zanechal za sebou klášter přes všechna protivenství v poměrně konsolidovaném stavu. Pohřben byl v kapli sv. Voršily klášterního kostela a jeho náhrobek je jediný, který se zde viditelně dochoval.

## Výzdoba kostela

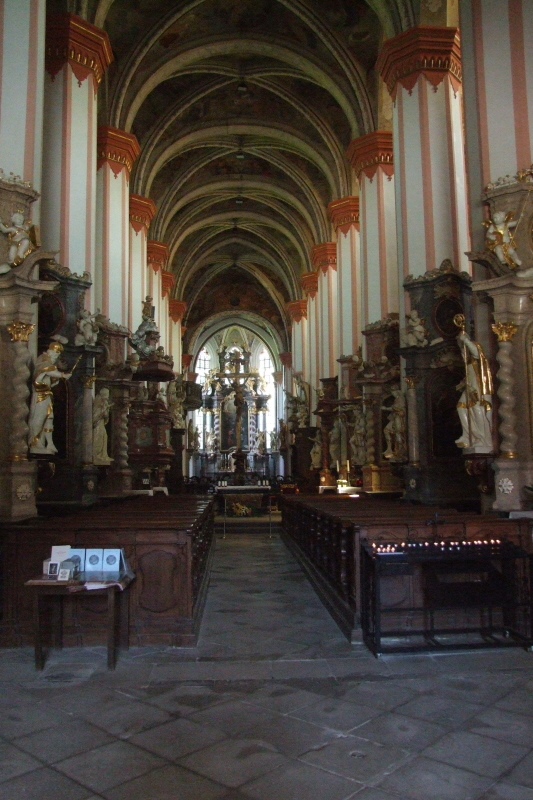
Interiér baziliky

Interiér kostela byl přestavěn počátkem 18. století podle projektu Kryštofa Dienzenhofera. Vstupní portál se sochami řádových světců (zleva) sv. Augustina, bl. Hroznaty a sv. Norberta dal v 90. letech 19. století přistavět v novorománském slohu opat Ambros Alfred. Vnitřní vybavení je převážně barokní, dřevěné bíle štafírované sochy dodal Ignác František Platzer, fresky maloval Eliáš Dollhopf. Před hlavním oltářem je vyvýšená hrobka bl. Hroznaty. Kenotaf s Hroznatovou ležící sochou, sochami boha Chrónose, plačky a dvou andílků je umístěn v severní boční kapli.
V roce 2018 byla zahájena generální oprava kostela.